# Хармонски мол
Хармонски мол је молска лествица која се прави тако што се повиси седми ступањ природне молске лествице. На пример, хармонски а-мол се прави повишењем седмог ступња природног а-мола.
Једина разлика између природног и хармонског мола је у интервалу између тонике и вођице које је код хармонског мола велика септима. Ова лествица има полустепене између супертонике и горње медијанте, између доминанте и доње медијанте и између вођице и тонике.